# Abou Yehiya
Mahmoud Barry, (a ne pas confondre avec Mahamoud Barry le joueur de football )dit Abou Yehiya, né en 1979 à Koro au Mali, est un chef djihadiste d'Ansar Dine.

## Biographie
Mahmoud Barry naît en 1979 à Koro, il est père de huit enfants et a été imam à Sénou, un quartier de Bamako.
Le 18 mai 2016 il apparaît dans la première vidéo de la  katiba Macina dans laquelle le groupe affiche son affiliation à Ansar Dine,,,.
Abou Yehiya planifie et participe vraisemblablement à l'attaque de Nara le 27 juin 2015 et à l'attaque de Nampala le 19 juillet 2016. 
Il est arrêté par les forces spéciales de la Sécurité d'État (SE) le 26 juillet 2016 dans la forêt de Wagadou, entre Nampala et Dogofry,,,,,.
En octobre 2020, Abou Yehiya est relâché, ainsi que plusieurs autres membres du Groupe de soutien à l'islam et aux musulmans (GSIM), en échange de la libération de quatre otages, dont Soumaïla Cissé et Sophie Pétronin. Il rejoint ensuite la choura du GSIM et serait devenu le second d'Amadou Koufa, le chef de la katiba Macina.
En juillet 2022, Abou Yehiya apparaît dans une vidéo du Groupe de soutien à l'islam et aux musulmans, où il annonce son intention de mener des attaques sur la capitale, Bamako : « Il n’y aura pas de répit tant que le Mali ne retournera pas à la charia ou ne l’appliquera pas. Les membres du “jihad fissabilahi” [l’un des noms donnés à la katiba Macina à Mopti] sont déployés dans toutes les périphéries de la capitale. Ils opéreront de jour comme de nuit à Bamako et dans toutes les villes maliennes, souligne-t-il. Nos hommes vont entrer partout […]. Il est temps que les populations maliennes retournent à Allah ».